# 매브 퀸란
매브 퀸란(Maeve Quinlan, 1964년 11월 16일 ~ )은 미국의 배우이다.

## 출연 작품
- 더블 대디 (2015)
- 리커리쉬 (2014)
- 어나더 더티 무비 (2012)
- 틴에이지 뱅크 하이스트  (2012)
- 섹스 주식회사 (2011)
- 마더스 리틀 헬퍼스 (2010)
- 낫 이즐리 브로큰 (2009)
- 나이스 가이스 (2006)
- 테니스, 애니원...? (2005)
- 더 드론 바이러스 (2004)
- 보이프렌드 포 크리스마스 (2004)
- 크리미널 (2004)
- 하트 오브 아메리카 (2002)
- 켄 파크 (2002)
- 보디가드 (2001)
- 금발이 너무해 두번째 이야기 (2001)

### 텔레비전
- 더 볼드 앤 더 뷰티풀 (1995-2006)
- 라이프 (2008)
- 90210 (2008-11)